# 151-я стрелковая дивизия (1-го формирования)
151-я стрелковая дивизия (сокращённое наименование — 151 сд) — формирование (стрелковая дивизия) стрелковых войск РККА Вооружённых Сил СССР, до и во время Великой Отечественной войны.
Входила в состав Действующей армии в период, с 2 июля по 19 сентября 1941 года.

## История
151-я стрелковая дивизия была сформирована на базе 41-й стрелковой дивизии (Кривой Рог), директивой наркома обороны Союза № 4/2/48902 (в дополнение к Д-№ 4/3/48846) 9 сентября 1939 года, с местом дислокации город Кировоград, Харьковский военный округ. С 12 октября 1939 года вошла в состав 7-го стрелкового корпуса вновь созданного Одесского военного округа.
В мае 1940 года была вновь передана в состав Харьковского военного округа.

### 1941 год
С апреля 1941 года 151 сд, как и все остальные стрелковые дивизии Харьковского военного округа, а именно: 102-я, 127-я, 132-я, 134-я, 162-я, 187-я, 214-я, 227-я, 232-я, содержались по штату № 4/120, то есть имели в своём составе около 5900 человек.
В мае на плановый сбор (начало 1 июня) должно было прибыть около 6000 человек личного состава.
На 22 июня командиром дивизии являлся генерал-майор В. И. Неретин. Дислокация: город Лубны.
Вечером, в 18:00, по приказу командира корпуса части приступили к свёртыванию лагерей, погрузке имущества в транспорт. Через несколько часов на дорогах на несколько километров вытянулись колонны: личный состав, автомашины, тягачи, артиллерия, хозяйственные повозки. Начался переход к местам своей постоянной дислокации.
25 июня. 151-я стрелковая дивизия проводила формирование воинских эшелонов и погрузку в воинские поезда. Войска Западного фронта вели Белостокско-Минское сражение (22 июня — 8 июля). 25 июня 1941 года германские войска подошли к городу Минску.
26 июня — 27 июня. Соединение проводило погрузку в воинские поезда в местах постоянной дислокации на Украине. Первые эшелоны дивизии в железнодорожных воинских поездах следовали маршем в Белоруссию.
28 июня — 29 июня. Первые воинские эшелоны 151-я стрелковой дивизии проводят разгрузку.
1 июля. 67-й стрелковый корпус (102, 132, 151-я стрелковые дивизии, 435-й и 645-й корпусные артиллерийские полки) сосредоточивается в район Гомеля, Чечерска, Добруши в тыл 4-й армии.
2 июля. 67 ск продолжал сосредоточиваться в район Гомель — Чечерск — Добруш. 2 июля Ставка передала корпус в состав Западного фронта в 21-ю армию.
4 июля. 08.00. 67 ск (102, 151 сд) должен продолжать сосредоточение частей в районах сбора и по окончании быть готовым к выдвижению в район Ветвица — Струки — Лушничи — Глыбочицы (35 — 50 км восточнее г. Жлобин).
7 июля, к началу боевых действий на днепровском рубеже, дивизия занимает позиции в районе Добруша, под Гомелем (151-я, 132-я стрелковые дивизии 67 ск занимали рубеж Речица — Гомель — Добруш — Лоев).
16 июля дивизия в составе 67 ск наступавшего в направлении Старый Быхов, завершила форсирование реки Днепр и вышла на рубеж железной дороги Рогачёв — Старый Быхов. В 8 — 10 километрах от н.п. Ст. Быхов.

Перед 21-й армией, таким образом, была поставлена задача нанести контрудар в направлении Бобруйска, выбить оттуда противника и восстановить на этом участке фронт по р. Березине. Начало наступления по плану операции было назначено на утро 13 июля. В первом эшелоне предстояло наступать шести дивизиям, во втором двигалась 151-я стрелковая. Развить успех должны были 219-я мотострелковая и 50-я танковая дивизии. Однако они фактически не успели сосредоточиться к назначенному времени. ….
17 июля выдвинутые гитлеровским командованием соединения предприняли ряд сильных контратак. Особенно активно действовали они в направлении на Пропойск (Славгород), Рогачёв и Житковичи. Пехота противника, поддерживаемая танками, начала обходить фланги выдвинувшихся вперёд соединений армии. 67-й корпус, прекратив попытки продвинуться вперёд, стремился прикрыть правый фланг армии, его 151-я стрелковая дивизия уничтожила до полка пехоты противника, а 132-я под давлением превосходящих сил отходила к Новому Быкову, в районе которого перешла к обороне.— Глава пятая. Контрудар 21-й армии. Ерёменко А. И. В начале войны. — М.: «Наука», 1965. — 510 стр. с илл.— доп. тир. 5000 экз.
20 июля во фланг 151 сд (стык с 187-й стрелковой дивизией) нанесла удар немецкая 1-я кавалерийская дивизия при поддержке 31-й пехотной дивизии.
C 14 августа 151 сд участвовала в боях в составе Брянского фронта.
С 1 сентября соединение фронтового подчинения, находится на восстановлении так как понесло значительные потери при этом не утратив боевых знамён и штабных документов формирований, с 19 сентября выведено из состава действующей армии.

## Командование

### Командиры
- Неретин, Василий Иванович (??.09.1939 — 19.08.1941), комбриг, с 04.06.40[2] генерал-майор. [3][4]

### Начальники штаба
- Гаспарян, Исаак Гаспарович (??.08.1939 — ??.05.1940), капитан, майор.
- Воронин, Георгий Григорьевич (??.12.1940 — 27.08.1941), полковник.

## Состав

### 1941
- управление (штаб)
- 581-й стрелковый полк
- 626-й стрелковый полк
- 683-й стрелковый полк (в июле 1941 года попал в окружение под г. Гомелем и был разбит)
- 353-й лёгкий артиллерийский полк
- 464-я гаубичный артиллерийский полк
- 262-й отдельный истребительный противотанковый дивизион
- 366-й отдельный зенитный артиллерийский дивизион
- 145-й разведывательный батальон
- 197-й сапёрный батальон
- 218-й отдельный батальон связи
- 228-й медсанбат
- 32-я отдельная рота химзащиты
- 10-й автотранспортный батальон
- 140-я полевая хлебопекарня
- 251-я полевая почтовая станция
- 336-я полевая касса Госбанка

## В составе (период)
- 67-й стрелковый корпус, Харьковский военный округ (1940)
- 67-й стрелковый корпус, 21-я армия, группа армий, Резерв ставки ВГК (на 01.07.1941)
- 67-й стрелковый корпус, 21-я армия, Западного фронта (на 07.07.1941)
- 67-й стрелковый корпус, 21-я армия, Центрального фронта (на 01.08.1941)
- Брянского фронта (на 01.09.1941, на восстановление)
- Закавказского фронта (на 01.11.1941)